# Collegio di Dudley North
Dudley North è stato un collegio elettorale situato nelle Midlands Occidentali, e rappresentato alla Camera dei comuni del Parlamento del Regno Unito. Eleggeva un membro del parlamento con il sistema first-past-the-post, ossia maggioritario a turno unico; il collegio è stato abolito in occasione della revisione periodica del 2024.

## Estensione
Dudley North era uno dei due collegi che coprivano il borgo metropolitano di Dudley, di cui comprendeva il centro cittadino e la parte settentrionale.
- 1997–2010: i ward del borgo metropolitano di Dudley di Castle and Priory, Coseley East, Coseley West, Gornal, St James's, St Thomas's e Sedgley.
- 2010–2024: i ward del borgo metropolitano di Dudley di Castle and Priory, Gornal, St James's, St Thomas's, Sedgley e Upper Gornal and Woodsetton.

## Membri del parlamento
| Elezione | Elezione   | Deputato         | Partito          |
| -------- | ---------- | ---------------- | ---------------- |
|          | 1997       | Ross Cranston    | Laburista        |
| 2005     | Ian Austin | Laburista        |                  |
|          | Ian Austin | 2019             | Indipendente     |
|          | 2019       | Marco Longhi     | Conservatore     |
|          | 2024       | Collegio abolito | Collegio abolito |

## Elezioni

### Elezioni negli anni 2010
| Partito                    | Partito                                           | Candidato                  | Risultati 12 dicembre 2019 | Risultati 12 dicembre 2019 |
| Partito                    | Partito                                           | Candidato                  | Voti                       | %                          |
| -------------------------- | ------------------------------------------------- | -------------------------- | -------------------------- | -------------------------- |
|                            | Conservatore                                      | Marco Longhi               | 23 134                     | 63,06                      |
|                            | Laburista                                         | Melanie Dudley             | 11 601                     | 31,62                      |
|                            | Lib Dem                                           | Ian Flynn                  | 1 210                      | 3,30                       |
|                            | Verdi                                             | Mike Harrison              | 739                        | 2,01                       |
|                            |                                                   |                            |                            |                            |
| Iscritti                   | Iscritti                                          | Iscritti                   | 61 936                     | 100,00                     |
| ↳ Votanti (% su iscritti)  | ↳ Votanti (% su iscritti)                         | ↳ Votanti (% su iscritti)  | 36 684                     | 59,23                      |
| ↳ Astenuti (% su iscritti) | ↳ Astenuti (% su iscritti)                        | ↳ Astenuti (% su iscritti) | 25 252                     | 40,77                      |
|                            |                                                   |                            |                            |                            |
|                            | Esito: collegio passa da Laburista a Conservatore |                            |                            |                            |

| Partito                    | Partito                                | Candidato                  | Risultati 8 giugno 2017 | Risultati 8 giugno 2017 |
| Partito                    | Partito                                | Candidato                  | Voti                    | %                       |
| -------------------------- | -------------------------------------- | -------------------------- | ----------------------- | ----------------------- |
|                            | Laburista                              | Ian Austin                 | 18 090                  | 46,49                   |
|                            | Conservatore                           | Les Jones                  | 18 068                  | 46,44                   |
|                            | UKIP                                   | Bill Etheridge             | 2 144                   | 5,51                    |
|                            | Lib Dem                                | Ben France                 | 368                     | 0,95                    |
|                            | Verdi                                  | Andrew Nixon               | 240                     | 0,62                    |
|                            |                                        |                            |                         |                         |
| Iscritti                   | Iscritti                               | Iscritti                   | 62 057                  | 100,00                  |
| ↳ Votanti (% su iscritti)  | ↳ Votanti (% su iscritti)              | ↳ Votanti (% su iscritti)  | 38 910                  | 62,70                   |
| ↳ Astenuti (% su iscritti) | ↳ Astenuti (% su iscritti)             | ↳ Astenuti (% su iscritti) | 23 147                  | 37,30                   |
|                            |                                        |                            |                         |                         |
|                            | Esito: collegio confermato a Laburista |                            |                         |                         |

| Partito                    | Partito                                | Candidato                  | Risultati 7 maggio 2015 | Risultati 7 maggio 2015 |
| Partito                    | Partito                                | Candidato                  | Voti                    | %                       |
| -------------------------- | -------------------------------------- | -------------------------- | ----------------------- | ----------------------- |
|                            | Laburista                              | Ian Austin                 | 15 885                  | 41,81                   |
|                            | Conservatore                           | Les Jones                  | 11 704                  | 30,81                   |
|                            | UKIP                                   | Bill Etheridge             | 9 113                   | 23,99                   |
|                            | Verdi                                  | Will Duckworth             | 517                     | 1,36                    |
|                            | Lib Dem                                | Mike Collins               | 478                     | 1,26                    |
|                            | Apni                                   | Rehan Afzal                | 156                     | 0,41                    |
|                            | TUSC                                   | David Pitt                 | 139                     | 0,37                    |
|                            |                                        |                            |                         |                         |
| Iscritti                   | Iscritti                               | Iscritti                   | 60 690                  | 100,00                  |
| ↳ Votanti (% su iscritti)  | ↳ Votanti (% su iscritti)              | ↳ Votanti (% su iscritti)  | 37 992                  | 62,60                   |
| ↳ Astenuti (% su iscritti) | ↳ Astenuti (% su iscritti)             | ↳ Astenuti (% su iscritti) | 22 698                  | 37,40                   |
|                            |                                        |                            |                         |                         |
|                            | Esito: collegio confermato a Laburista |                            |                         |                         |

| Partito                    | Partito                                | Candidato                  | Risultati 6 maggio 2010 | Risultati 6 maggio 2010 |
| Partito                    | Partito                                | Candidato                  | Voti                    | %                       |
| -------------------------- | -------------------------------------- | -------------------------- | ----------------------- | ----------------------- |
|                            | Laburista                              | Ian Austin                 | 14 923                  | 38,66                   |
|                            | Conservatore                           | Graeme Brown               | 14 274                  | 36,98                   |
|                            | Lib Dem                                | Mike Beckett               | 4 066                   | 10,53                   |
|                            | UKIP                                   | Malcolm Davies             | 3 267                   | 8,46                    |
|                            | BNP                                    | Ken Griffiths              | 1 899                   | 4,92                    |
|                            | Fronte Nazionale                       | Kevin Inman                | 173                     | 0,45                    |
|                            |                                        |                            |                         |                         |
| Iscritti                   | Iscritti                               | Iscritti                   | 60 790                  | 100,00                  |
| ↳ Votanti (% su iscritti)  | ↳ Votanti (% su iscritti)              | ↳ Votanti (% su iscritti)  | 38 602                  | 63,50                   |
| ↳ Astenuti (% su iscritti) | ↳ Astenuti (% su iscritti)             | ↳ Astenuti (% su iscritti) | 22 188                  | 36,50                   |
|                            |                                        |                            |                         |                         |
|                            | Esito: collegio confermato a Laburista |                            |                         |                         |

### Elezioni negli anni 2000
| Partito                    | Partito                                | Candidato                  | Risultati 5 maggio 2005 | Risultati 5 maggio 2005 |
| Partito                    | Partito                                | Candidato                  | Voti                    | %                       |
| -------------------------- | -------------------------------------- | -------------------------- | ----------------------- | ----------------------- |
|                            | Laburista                              | Ian Austin                 | 18 306                  | 44,21                   |
|                            | Conservatore                           | Ian Hillas                 | 12 874                  | 31,09                   |
|                            | Lib Dem                                | Gerry Lewis                | 4 257                   | 10,28                   |
|                            | BNP                                    | Simon Darby                | 4 022                   | 9,71                    |
|                            | UKIP                                   | Malcolm Davis              | 1 949                   | 4,71                    |
|                            |                                        |                            |                         |                         |
| Iscritti                   | Iscritti                               | Iscritti                   | 68 784                  | 100,00                  |
| ↳ Votanti (% su iscritti)  | ↳ Votanti (% su iscritti)              | ↳ Votanti (% su iscritti)  | 41 408                  | 60,20                   |
| ↳ Astenuti (% su iscritti) | ↳ Astenuti (% su iscritti)             | ↳ Astenuti (% su iscritti) | 27 376                  | 39,80                   |
|                            |                                        |                            |                         |                         |
|                            | Esito: collegio confermato a Laburista |                            |                         |                         |

| Partito                    | Partito                                | Candidato                  | Risultati 7 giugno 2001 | Risultati 7 giugno 2001 |
| Partito                    | Partito                                | Candidato                  | Voti                    | %                       |
| -------------------------- | -------------------------------------- | -------------------------- | ----------------------- | ----------------------- |
|                            | Laburista                              | Ross Cranston              | 20 095                  | 52,11                   |
|                            | Conservatore                           | Andrew Griffiths           | 13 295                  | 34,48                   |
|                            | Lib Dem                                | Richard Burt               | 3 352                   | 8,69                    |
|                            | BNP                                    | Simon Darby                | 1 822                   | 4,72                    |
|                            |                                        |                            |                         |                         |
| Iscritti                   | Iscritti                               | Iscritti                   | 68 987                  | 100,00                  |
| ↳ Votanti (% su iscritti)  | ↳ Votanti (% su iscritti)              | ↳ Votanti (% su iscritti)  | 38 564                  | 55,90                   |
| ↳ Astenuti (% su iscritti) | ↳ Astenuti (% su iscritti)             | ↳ Astenuti (% su iscritti) | 30 423                  | 44,10                   |
|                            |                                        |                            |                         |                         |
|                            | Esito: collegio confermato a Laburista |                            |                         |                         |

## Risultati dei referendum

### Referendum sulla permanenza del Regno Unito nell'Unione europea del 2016
|             | Collegio     | Lasciare UE % | Rimanere in UE % |
| ----------- | ------------ | ------------- | ---------------- |
|             | Dudley North | 71,4%         | 28,6%            |
| Inghilterra | 53,3%        | 46,7%         |                  |
| Regno Unito | 51,9%        | 48,1%         |                  |